# 澤西 (喬治亞州)
澤西（英語：Jersey）是一個位於美國喬治亞州沃爾頓縣的城鎮。

## 地理
澤西的座標為33°43′01″N 83°48′14″W / 33.71694°N 83.80389°W，而該地的平均海拔高度為255米（即837英尺）。

## 人口
根據2010年美國人口普查的數據，澤西的面積為2.00平方千米，當中陸地面積為2.00平方千米，而水域面積為0.00平方千米。當地共有人口137人，而人口密度為每平方千米69人。